# Medetera tenuicauda
Medetera tenuicauda är en tvåvingeart som beskrevs av Friedrich Hermann Loew 1857. Medetera tenuicauda ingår i släktet Medetera och familjen styltflugor. Enligt den svenska rödlistan är arten nära hotad i Sverige. Arten förekommer i Götaland och Gotland. Artens livsmiljö är havsstränder, jordbrukslandskap, stadsmiljö. Inga underarter finns listade i Catalogue of Life.